# Gerdshagen
Gerdshagen är en kommun i Landkreis Prignitz i delstaten Brandenburg, Tyskland.
Kommunen ingår i kommunalförbundet Amt Meyenburg tillsammans med kommunerna Halenbeck-Rohlsdorf, Kümmernitztal, Marienfliess, och Meyenburg.